# Bergniltava
De bergniltava (Cyornis whitei) is een zangvogel uit de familie Muscicapidae (vliegenvangers). De vogel werd in 1908 beschreven door de militair uit het Brits-Indisch leger en amateurornitholoog Herbert Hastings Harington die de vogel in Birma verzamelde. De naam is een eerbetoon aan de plaatsvervangend gouverneur van Birma, Herbert Thirkell White. 

## Kenmerken
De vogel is 14 tot 15,5 cm lang. De vogel lijkt sterk op de dayakbergniltava (C. montanus) en de langsnavelniltava (C. magnirostris). Eerder werden deze soorten dan ook als ondersoorten beschouwd. Het mannetje is staalblauw van boven, rond het oog donkerblauw bijna zwart. De borst is oranje en de buik is wit. Het vrouwtje is grijs en bruin van boven, de vleugelveren zijn grijsbruin, de kop is grijs en de borst is licht oranje en de buik is vuilwit.

## Verspreiding en leefgebied
Deze soort telt vier ondersoorten:
- C. w. whitei: van noordelijk en oostelijk Myanmar tot het zuidelijke deel van Centraal-China, noordelijk Thailand en noordelijk Indochina.
- C. w. lekhakuni: oostelijk Thailand.
- C. w. deignani: zuidoostelijk Thailand.
- C. b. coerulifrons: het midden en zuiden van het schiereiland Malakka.

De leefgebieden liggen vooral in vochtig tropisch en subtropisch bos in berg- en heuvelland tussen de 600 en 2400 meter boven zeeniveau. Het is geen bedreigde soort.